# Sliwowo (obwód Burgas)
Sliwowo (bułg. Сливово) – wieś w Bułgarii, w obwodzie Burgas, w gminie Sredec. W 2023 roku liczyła 105 mieszkańców.